# 2967 Vladisvyat
2967 Vladisvyat eller 1977 SS1 är en asteroid i huvudbältet som upptäcktes den 19 september 1977 av den rysk-sovjetiske astronomen Nikolaj Tjernych vid Krims astrofysiska observatorium på Krim. Den har fått sitt namn efter Vladimir I av Kiev.
Asteroiden har en diameter på ungefär 32 kilometer och den tillhör asteroidgruppen Ursula.